# Diatraea lativittalis
Diatraea lativittalis là một loài bướm đêm trong họ Crambidae.